# Drnovice, Vyškov
Drnovice là một làng thuộc huyện Vyškov, vùng Jihomoravský, Cộng hòa Séc.